# Michael Jahrstorfer
Michael Jahrstorfer (* 28. September 1896 in Marklkofen; † 15. Dezember 1972 in Heidelberg) war ein deutscher Chemiker und Manager der BASF.

## Leben
Michael Jahrstorfer wurde im Jahre 1896 geboren. Er studierte an der Technischen Universität München und promovierte 1924 mit der Dissertation Über die Löslichkeit des Stickoxyduls in Salzlösungen: Beiträge zum Problem der Hydratation. Jahrstorfer wurde Mitarbeiter der I.G. Farben AG und veröffentlichte mehrere Patente. Nach dem Zweiten Weltkrieg wurde er Direktor der Badischen Anilin- & Soda-Fabrik AG in Ludwigshafen am Rhein.

## Veröffentlichungen
- Über die Löslichkeit des Stickoxyduls in Salzlösungen: Beiträge zum Problem der Hydratation. Dissertation, 1924
- Verfahren zum Bleichen von Montanwachs. 1936
- mit Georg Schwarte: Verfahren zur Herstellung wachs- oder vaselinartiger Stoffe. 1937
- mit Georg Schwarte: Verfahren zur Herstellung von hochmolekularen wachsartigen Stoffen. 1940
- Alwin Mittasch zum 80. Geburtstag. In: Zeitschrift für Elektrochemie und angewandte physikalische Chemie. Band 54, 1950, Heft 1, S. 1–3, doi:10.1002/bbpc.19500540102.